# Mistrovství světa v kriketu

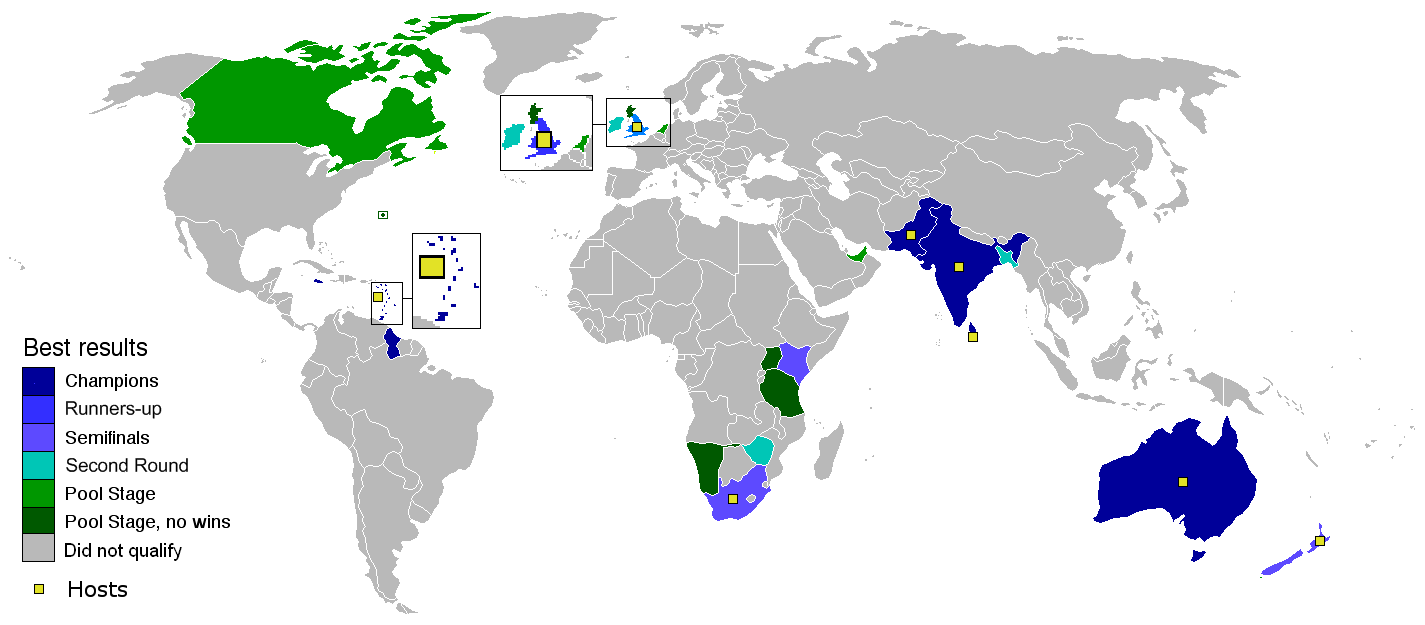
Mapa účastníků podle jejich nejlepších výsledků

Mistrovství světa v kriketu (ICC Cricket World Cup) je vrcholná mezinárodní soutěž v kriketu varianty One Day International. Pořádá se jednou za čtyři roky. Poprvé se šampionát konal v roce 1975, od té doby proběhlo jedenáct mistrovství. Turnaje se účastní deset řádných členů International Cricket Council, které doplní na čtrnáctku účastníků nejlepší týmy z ICC Intercontinental Cup.
MS v kriketu je třetí nejsledovanější sportovní událostí na světě.

## Vítězové
|     | Rok  | Hostitel                      | Zlato         | Stříbro       |
| --- | ---- | ----------------------------- | ------------- | ------------- |
| 1.  | 1975 | Anglie                        | Západní Indie | Austrálie     |
| 2.  | 1979 | Anglie                        | Západní Indie | Anglie        |
| 3.  | 1983 | Anglie                        | Indie         | Západní Indie |
| 4.  | 1987 | Indie Pákistán                | Austrálie     | Anglie        |
| 5.  | 1992 | Austrálie Nový Zéland         | Pákistán      | Anglie        |
| 6.  | 1996 | Pákistán Indie Srí Lanka      | Srí Lanka     | Austrálie     |
| 7.  | 1999 | Anglie                        | Austrálie     | Pákistán      |
| 8.  | 2003 | Jižní Afrika Zimbabwe Keňa    | Austrálie     | Indie         |
| 9.  | 2007 | Západní Indie                 | Austrálie     | Srí Lanka     |
| 10. | 2011 | Indie Srí Lanka Bangladéš     | Indie         | Srí Lanka     |
| 11. | 2015 | Austrálie Nový Zéland         | Austrálie     | Nový Zéland   |
| 12. | 2019 | Anglie Wales                  | Anglie        | Nový Zéland   |
| 13. | 2023 | Indie                         | Austrálie     | Indie         |
| 14. | 2027 | Jižní Afrika Namibie Zimbabwe |               |               |
| 15. | 2031 | Indie Bangladéš               |               |               |